# Miasto królewskie

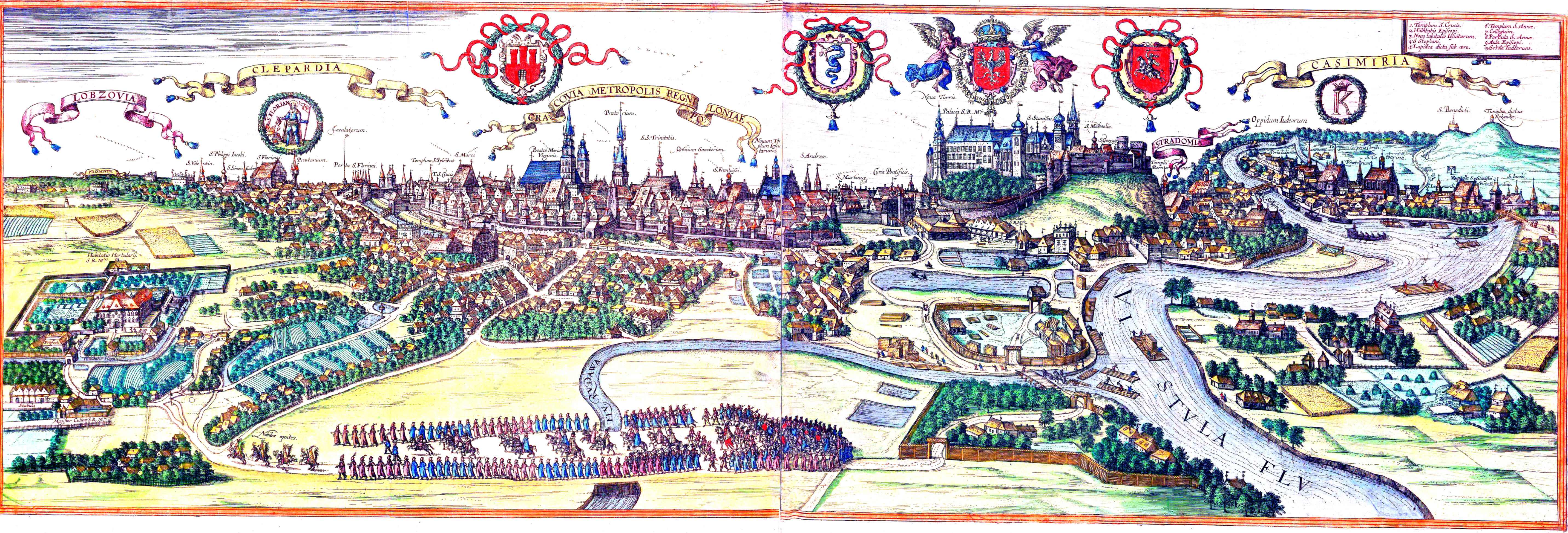
Widok Krakowa, Kleparza i Kazimierza z atlasu Civitates orbis terrarum Georga Brauna i Fransa Hogenberga z 1618 roku. Przykład aglomeracji tworzonej przez 3 miasta królewskie Rzeczypospolitej Obojga Narodów

Miasto królewskie – historyczna jednostka osadnicza, miasto zlokalizowane na gruntach należących do króla (królewszczyźnie).
Miasta lokowane na obszarach należących do króla nosiły miano królewskich, w odróżnieniu od miast prywatnych (np. rycerskich) czy biskupich. Miasta królewskie występowały w wielu państwach Europy na podobnych zasadach (jako własność królewska) i wiele wśród nich nadal używa w swojej nazwie tytułu miasta królewskiego.

## Miasta królewskie w Polsce
W miastach królewskich w Polsce mieszczanie cieszyli się większą swobodą niż w pozostałych miastach. Mogli składać skargi i dezyderaty przed lustratorami starostw w przypadku konfliktu ze starostą, czego pozbawieni byli mieszkańcy miast prywatnych. W końcu XVIII wieku dodatkowo pojawiła się możliwość dochodzenia krzywd przed takimi organami jak Departament Policji Rady Nieustającej, Komisja Policji Obojga Narodów i sądy komisji porządkowych.
Wśród miast królewskich wyjątkowe uprawnienia i swobody samorządowe miały Toruń, Gdańsk i Elbląg, będące mniej zależne od władzy państwowej.
W świetle ustawy o podymnym z 1775 roku, miasta w Polsce podzielone były na trzy grupy: większe, mniejsze i miasteczka rolnicze. Do większych zaliczano miasta znaczne, mniejsze to liczące co najmniej 300 dymów, pozostałe zaś zaklasyfikowano jako rolnicze.
W 1791 Sejm Czteroletni (1788–1792) uchwalił prawo o miastach, ustawę regulującą ustrój miast królewskich w Rzeczypospolitej.